# フィルター (アクアリウム)

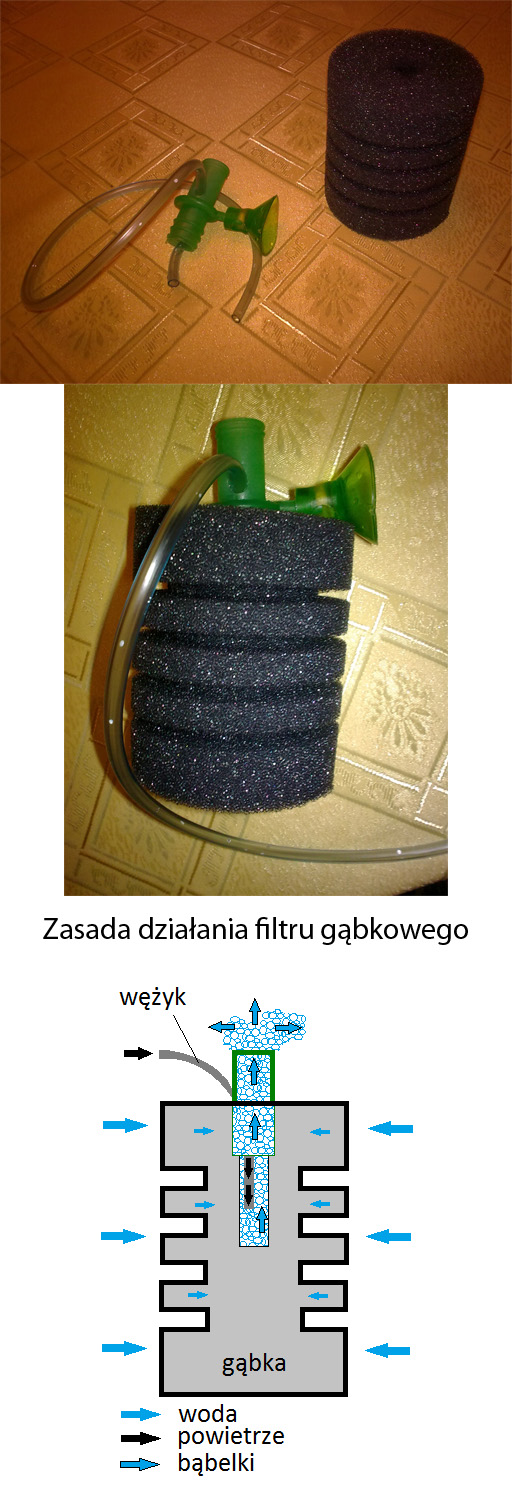
スポンジ式アクアリウム用フィルターの模式図。空気（黒色矢印）を供給すると、周囲の水（青色矢印）が吸引されてスポンジ（灰色）を通り、気泡と共に排出される。その際にスポンジが水に混ざった異物を捕捉する。

フィルター（Filter）は、観賞魚用アクアリウム水槽（淡水と海水）の重要な装置の1つで、ゴミや糞などを取り除く清掃作業を軽減したり、飼育水中の水溶性化学物質の一部を分解する装置。 また、自然環境より小さく閉鎖された環境において魚の育成を助ける。
浄化装置（じょうかそうち）、ろ過装置（ろかそうち）とも。
主に一般家庭で魚類や水草を水槽飼育する際に使用するものが多いが、活魚卸業者や料理店で使用される業務用の大型もある。観賞魚飼育用では水槽内で目立たせない工夫として岩の形などした製品も一部あるが、一般的には機械然とした形状をしている。一般には電源として商用電源を使用するものが多いが、持ち運びに可能な電池式も製品化されている。

## 概要
魚などは糞や鰓から汚れを排出する。また、死んでしまった個体や植物と食べ残しなどからも汚れが出る。これらは水槽水を汚し、魚や植物の生成に大きな影響を与えることから、健全な水槽にはろ過が大切となってくる。このろ過を行う装置が、アクアリウムにおけるフィルターである。
適切な汚れのサイクル管理が重要である。糞や分解物によるアンモニアは非常に有毒である。水槽内では底床やフィルターに生息しているバクテリアによってアンモニアは亜硝酸塩へ、またこれをさらに毒性の低い硝酸塩へ変えられていく。自然界ではこの硝酸塩は植物の肥料として消費されるが、水槽内の植物によって多少行われる。しかし、水槽内では自然界ではありえない数と種類の魚が飼育されていることから、多くのアンモニアが生成される。アンモニアなどを分解する細菌は水槽内すべてに存在するが、多孔質ろ材を内蔵するフィルターに多く存在する。
ただし、フィルターですべての有害物やゴミの除去を行うことはできないので、定期的に清掃をしたり水を交換する作業が必要である。

## ろ過の原理
物理ろ過は、食べ残しの餌、排泄物、植物や藻類のゴミを捕獲・粒子状物質を取り除く事である。物理的に捕獲されたそれらのゴミは、フィルターの清掃や交換により除去する。飼育水に溶存する不要な物質は、生物的また化学的ろ過を用いて除去する。最終的に紫外線を利用し、病原体を殺菌することもある。

## ろ材

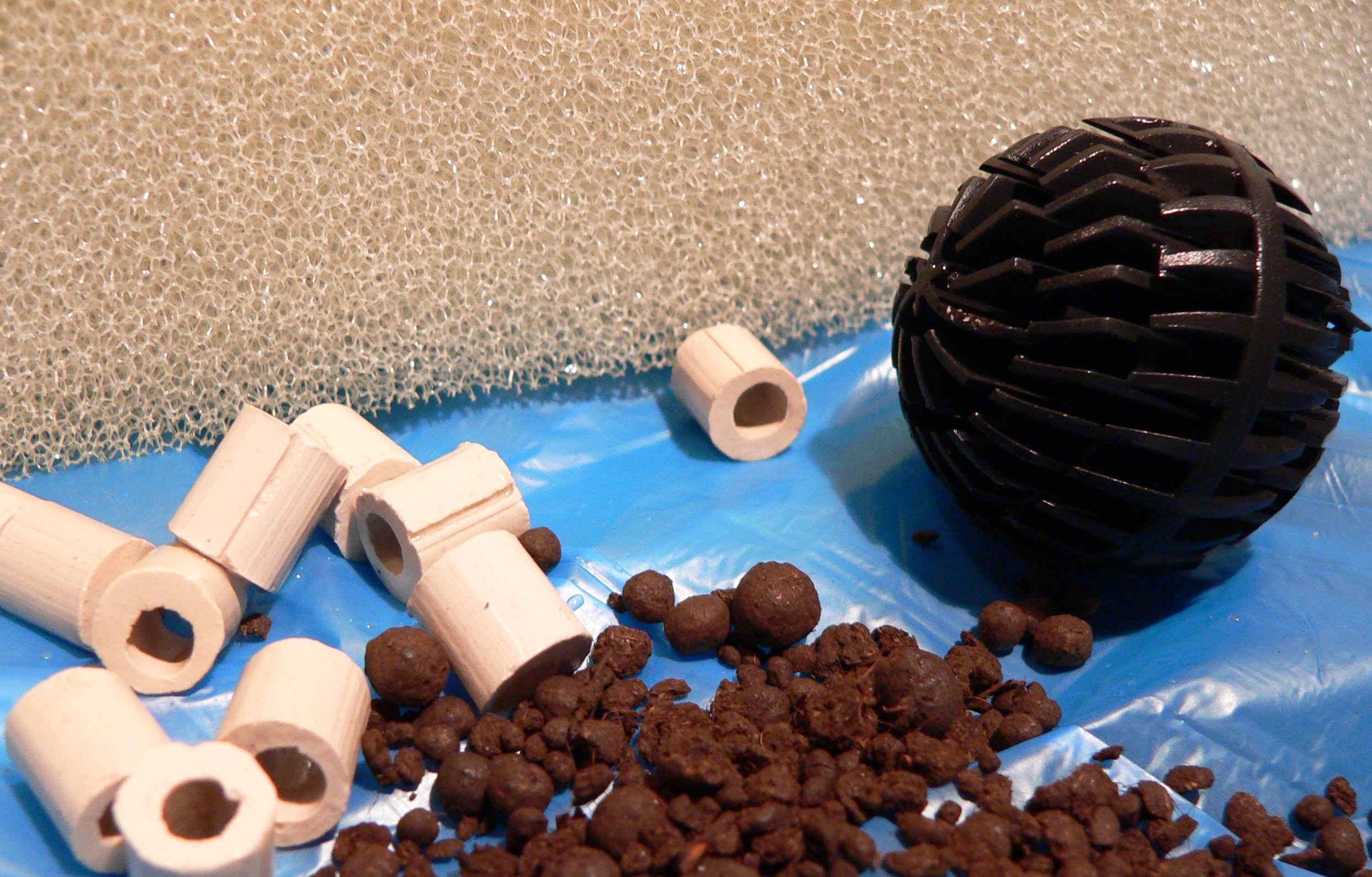
スポンジ、プラスチックボール、セラミックチューブ、砂

多くの材料がろ過に利用されていて、よく知られているフィルター素材は、ウールと呼ばれるポリエチレンまたはナイロン。また、スポンジまたはフォーム、各種セラミックやシリコン製品、火成岩礫も素材として使用される。材料によっては大きな表面積を持ち、生物ろ過も行う。
活性炭やゼオライトも多く利用される。これらは多孔性材料であり、さまざまな化学物質を吸着したり、ろ過細菌のコロニーを形成する。
最も単純なタイプのフィルターはウールフィルターと活性炭。ウールフィルタは大型なゴミ粒子をトラップし、活性炭は小さな不純物を吸着する。吸着されたものが可飽和するため、これらは定期的に交換や清掃をする必要性がある。

## 各種フィルター

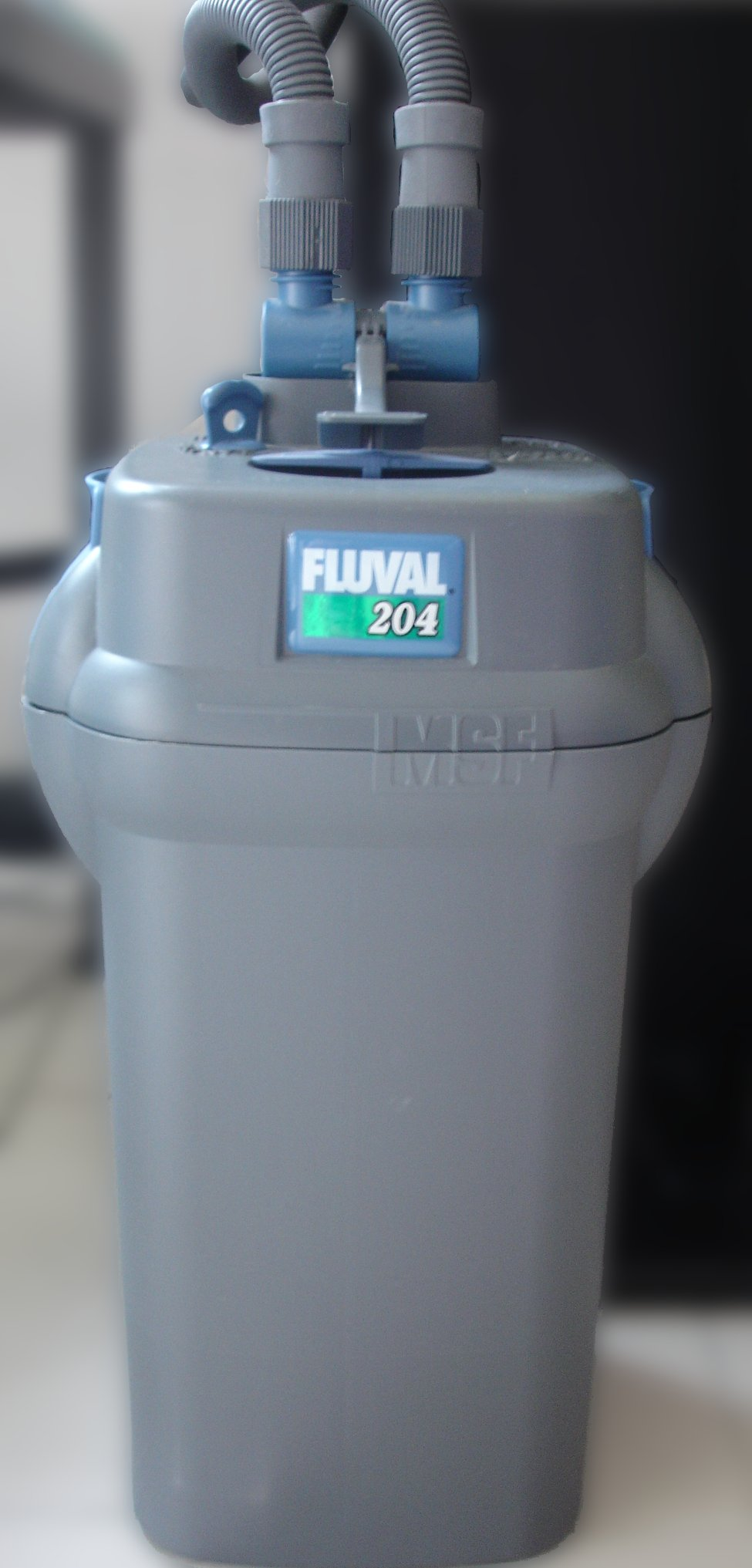
キャニスターフィルター

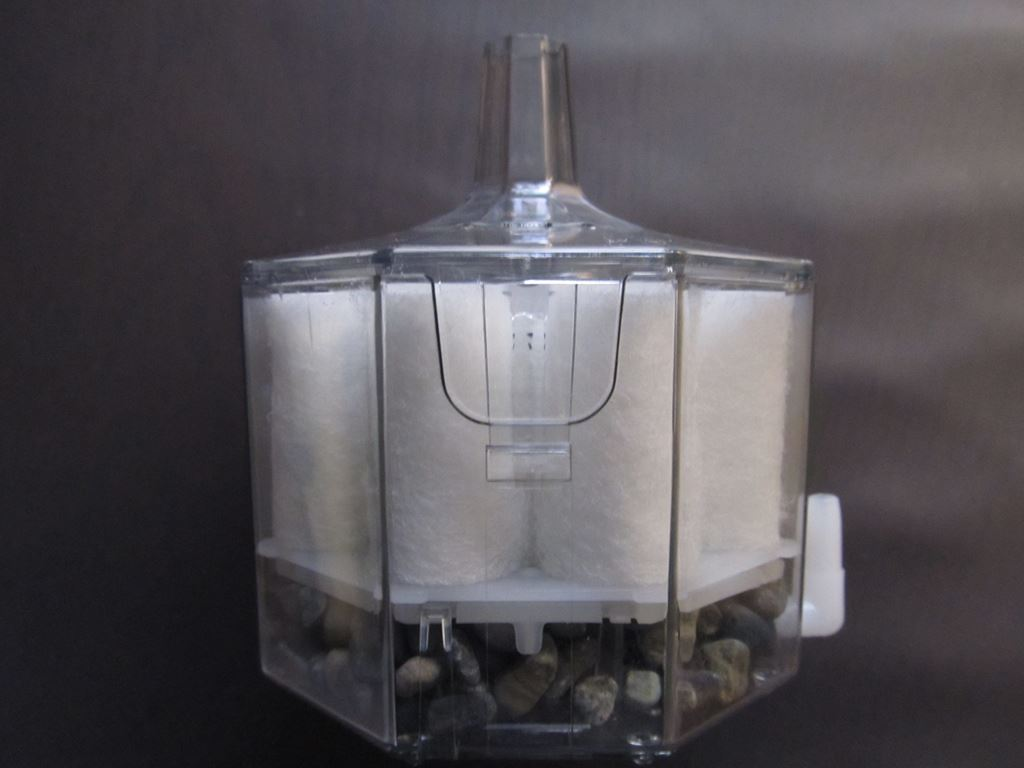
エアリフト式水中フィルター

底面式フィルター概略図

フィルターには、水中ポンプ（モーター駆動によるインペラー（羽根車））によって水を送るフィルターと、エアーリフト式などの種類がある。
外部式フィルター
密閉されたキャニスターにろ材を入れ、水中ポンプによって送水を行う。本体と水槽はホースで接続する。

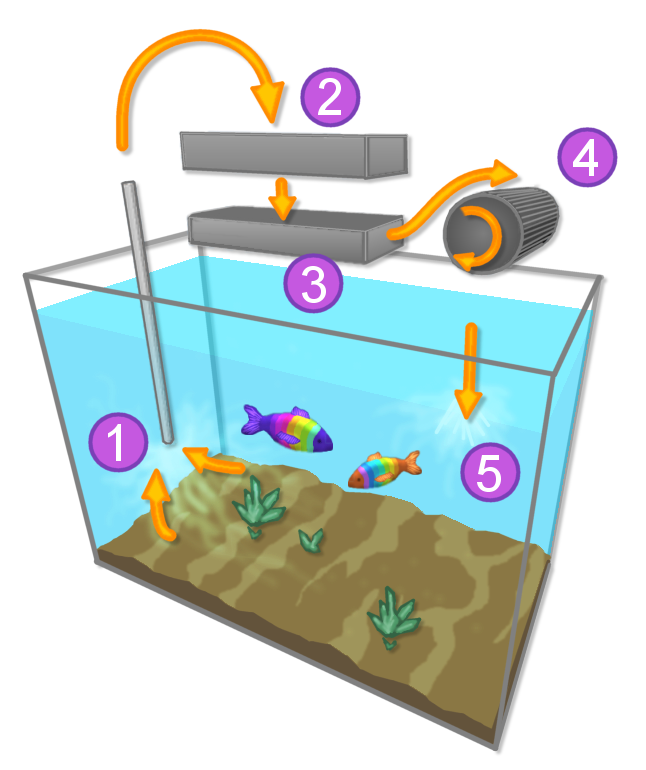
上部式フィルター

水槽の上に容器を設置してポンプでくみ上げた水を通水させるフィルター。かつては最もよく使われた。欠点として水槽上部の解放面積が減る。
外掛式フィルター
水槽の布置に取り付けて簡易・小型のオーバーフローを実現するろ過装置。安価・手軽であり小型水槽に良く用いられる。
オーバーフロー式水槽
水槽を2階建てにし、1階の濾過槽からポンプで強制的に2階へ汲み上げる。2階であふれた水は1階の濾過槽に落ちてくる仕組み。やや高価で場所をとるが、濾過能力は高い。
投げ込み式

ろ材を入れた装置を水槽内に入れて、エアーリフトを使用して送水する。非常に安価である。
底面式フィルター

水槽の底面に敷き詰めた底床（砂利）に、エアポンプなどで循環させる構造。安価で手軽だが、濾過能力は高いと言われている。底砂にゴミが溜まるので定期的に泥抜きをする必要があり、事実上水槽を半リセットしなければならない。目詰まりして通水できなくなると濾過能力が急激に落ちる。
スポンジ式フィルター
スポンジをろ材とし、エアーリフトを使用してろ過するろ過装置であり、水槽内に設置する。エアポンプとホースが別に必要となるが、構造が単純であることから設置が簡単で安価である。空気の泡を含んだ水が排出されるためにエアレーション効果があり、水の流れを作れるようなパイプが付属していることが多い。目の細かいスポンジを使用し、そこにろ過バクテリアが住み着くようになるため、生物化学的ろ過が行われる。生体を傷つけたり、稚魚を吸い込む心配が無い。大きなスポンジや複数のスポンジを持つ製品もある。物理的ろ過も行うがスポンジの目に詰まりやすいため、飼育水などを利用してもみ洗いし、バクテリアが十分付いている状態で再利用する。
流動性フィルター
従来の、濾過装置はろ過材が、固定させていたが、水の比重に近い濾材を使用し、下部からエアレーション　または、ポンプなどによる水流で、濾材を流動させ、濾材の表面に展開されるバクトフィルム（バクテリアの層）が、安定した薄い状態を維持でき、濾材の目詰まりも予防できる。　そのため、濾材表面の下層のバクテリアが酸欠等で、死滅することを予防し、他のろ過方式より、比較的早い　濾過サイクルの安定の実現を可能にできる。